# Parlamentní volby ve Finsku 2011

Výsledky podle volebních okrsků

Parlamentní volby ve Finsku v roce 2011 se konaly 17. dubna. Strany soutěžily o všech 200 křesel finského parlamentu.
Nejpřekvapivější částí volebního výsledku byl úspěch strany Praví Finové, která oproti minulým volbám zpětinásobila svou popularitu a se ziskem 39 křesel se stala třetí nejsilnější stranou v parlamentu. Všechny ostatní strany buď ztratily, nebo si udržely stejně křesel jako v předchozích volbách. Nejvíc ztratil vítěz minulých voleb, strana Finský střed vedená dosavadní premiérkou Mari Kiviniemiovou, která se propadla z 51 křesel na 35 a tím až na čtvrté místo. Vítězem se stala Národní koaliční strana, která získala jen 44 křesel, tedy o šest méně, než kolik měla předtím coby druhá nejsilnější strana. Z třetího na druhé místo se přesunuli se 42 křesly sociální demokraté. Po volbách byla vytvořena vláda široké koalice pod vedením Jyrkiho Katainena z vítězné konzervativní strany Kansallinen Kokoomus, které se účastnily všechny strany s parlamentním zastoupením kromě Pravých Finů a Finského středu.

## Volební výsledky

### Parlamentní strany
| Politická strana       | Politická strana                                                         | Volební výsledky | Volební výsledky | Volební výsledky | Volební výsledky | Křesla | Křesla |
| Politická strana       | Politická strana                                                         | Počet hlasů      | ±                | Hlasy v %        | ±                | Počet  | ±      |
| ---------------------- | ------------------------------------------------------------------------ | ---------------- | ---------------- | ---------------- | ---------------- | ------ | ------ |
|                        | Národní koaliční strana Kansallinen Kokoomus                             | 599 138          | ▼17 703          | 20,4             | ▼ 1,9            | 44     | ▼ 6    |
|                        | Finská sociálně demokratická strana Suomen Sosiaalidemokraattinen Puolue | 561 049          | ▼32 636          | 19,1             | ▼ 2,3            | 42     | ▼ 3    |
|                        | Praví Finové Perussuomalaiset                                            | 560 075          | ▲ 447 819        | 19,1             | ▲ 15,0           | 39     | ▲ 34   |
|                        | Finský střed Suomen Keskusta                                             | 463 266          | ▼177 162         | 15,8             | ▼ 7,3            | 35     | ▼ 16   |
|                        | Svaz levice Vasemmistoliitto                                             | 239 039          | ▼ 5 257          | 8,1              | ▼ 0,7            | 14     | ▼ 3    |
|                        | Zelený svaz Vihreä liitto                                                | 213 172          | ▼ 21 257         | 7,3              | ▼ 1,2            | 10     | ▼ 5    |
|                        | Švédská lidová strana Svenska folkpartiet i Finland                      | 125 785          | ▼ 735            | 4,3              | ▼ 0,3            | 9      | ▬ ±0   |
|                        | Finští křesťanští demokraté Suomen Kristillisdemokraatit                 | 118 453          | ▼ 16 337         | 4,0              | ▼ 0,9            | 6      | ▼ 1    |
| obvod Aland            | obvod Aland                                                              | 8 546            | ▼ 1 015          | 0,3              | ▬ ±0,0           | 1      | -      |
| Všechny zvolené strany | Všechny zvolené strany                                                   | 2 889 032        | ▲ 185 278        | 98,5             | ▲ 0,6            | 200    | -      |

### Neparlamentní strany
| Politická strana | Politická strana                                | Volební výsledky | Volební výsledky | Volební výsledky | Volební výsledky | Křesla | Křesla |
| Politická strana | Politická strana                                | Počet hlasů      | ±                | Hlasy v %        | ±                | Počet  | ±      |
| ---------------- | ----------------------------------------------- | ---------------- | ---------------- | ---------------- | ---------------- | ------ | ------ |
|                  | Pirátská strana Piraattipuolue                  | 15 164           | ▲+15 164         | 0,5              | ▲ +0,5           | 0      | -      |
|                  | Komunistická strana Suomen kommunistinen puolue | 9 375            | ▼ -8 902         | 0,3              | ▼ -0,4           | 0      | -      |
|                  | Změna 2011 Muutos 2011                          | 7 480            | ▲ +7 480         | 0,3              | ▲ +0,3           | 0      | -      |
|                  | Strana svobody Vapauspuolue                     | 4 266            | ▲ +4 266         | 0,1              | ▲ +0,1           | 0      | -      |
|                  | Strany nezávislosti Itsenäisyyspuolue           | 3 389            | ▼ -2 152         | 0,1              | ▼ -0,1           | 0      | ▬ -0   |
|                  | Strana senioru Suomen Senioripuolue             | 3 183            | ▼ -13 532        | 0,1              | ▼ -0,5           | 0      | ▬ ±0   |
|                  | Dělnická strana Suomen Työväenpuolue            | 1 874            | ▲ +110           | 0,1              | ▬ ±0,0           | 0      | ▬ ±0   |
|                  | Pro chudé Köyhien Asialla                       | 1 326            | ▼ -1 195         | 0,0              | ▼ -0,1           | 0      | ▬ ±0   |
|                  | Ostatní                                         | 49 927           | ▼ -846           | 0,4              | ▼ -0,1           | 0      | ▬ ±0   |

### Volební účast
|                    | Počet hlasů | ±         | Účast v % | ±      |
| ------------------ | ----------- | --------- | --------- | ------ |
| Účast              | 2 927 837   | ▲155,038  | 70,4%     | ▲ +2,5 |
| Oprávněných voličů | 4 159 857   | ▲ +76 308 |           |        |